# Cúp Síp
Cúp Síp (Cyprus Cup) là giải đấu giao hữu bóng đá nữ quốc tế tổ chức hàng năm tại Cộng hòa Síp kể từ năm 2008. Mặc dù tổ chức tại Síp nhưng đội chủ nhà chưa từng tham gia giải đấu. Giải thi đấu cùng thời điểm với một giải đấu giao hữu bóng đá nữ khác Cúp Algarve.

## Thể thức
Cyprus Cup gồm hai giai đoạn:
Giai đoạn thứ nhất gồm ba bảng đấu, mỗi bảng bốn đội. Các đội đá vòng tròn một lượt tính điểm. Các đội ở bảng A và B có cơ hội tranh chức vô địch, trong khi bảng C gồm các đội tuyển có thứ hạng thấp hơn trên bảng xếp hạng FIFA.
Giai đoạn thứ hai bao gồm 6 trận đấu phân hạng diễn ra cùng một ngày giữa các cặp sau:
- Trận tranh hạng 1: Hai đội đầu bảng A và B.
- Trận tranh hạng 3: Đội nhất bảng C và đội nhì xuất sắc nhất của bảng A và B.
- Trận tranh hạng 5: Đội nhì bảng C và đội nhì còn lại của bảng A và B.
- Trận tranh hạng 7: Hai đội thứ ba bảng A và B.
- Trận tranh hạng 9: Đội thứ ba bảng C và đội thứ tư có thành tích tốt hơn trong bảng A và B.
- Trận tranh hạng 11: Đội thứ tư bảng C và đội thứ tư còn lại của A và B.

## Lịch sử
| Năm  |               | Chung kết | Chung kết     | Chung kết           |                         | Tranh hạng ba      | Tranh hạng ba | Tranh hạng ba |
| Năm  | Vô địch       | Tỉ số     | Á quân        | Hạng 3              | Tỉ số                   | Hạng 4             |               |               |
| 2008 | · Canada      | 3–2       | · Hoa Kỳ      | · Nhật Bản          | 2–1                     | · Hà Lan           |               |               |
| 2009 | · Anh         | 3–1       | · Canada      | · Pháp              | 1–1 (s.h.p.) 6–5 (ph.đ) | · New Zealand      |               |               |
| 2010 | · Canada      | 1–0       | · New Zealand | · Hà Lan            | 4–0                     | · Thụy Sĩ          |               |               |
| 2011 | · Canada      | 2–1       | · Hà Lan      | · Pháp              | 3–0                     | · Scotland         |               |               |
| 2012 | · Pháp        | 2–0       | · Canada      | · Ý                 | 3–1                     | · Anh              |               |               |
| 2013 | · Anh         | 1–0       | · Canada      | · New Zealand       | 2–1                     | · Thụy Sĩ          |               |               |
| 2014 | · Pháp        | 2–0       | · Anh         | · Hàn Quốc          | 1–1 (s.h.p.) 3–1 (ph.đ) | · Scotland         |               |               |
| 2015 | · Anh         | 1–0       | · Canada      | · México            | 3–2                     | · Ý                |               |               |
| 2016 | · Áo          | 2–1       | · Ba Lan      | · Ý                 | 3–1                     | · Cộng hòa Séc     |               |               |
| 2017 | · Thụy Sĩ     | 1–0       | · Hàn Quốc    | · CHDCND Triều Tiên | 2–0                     | · Cộng hòa Ireland |               |               |
| 2018 | · Tây Ban Nha | 2–0       | · Ý           | · CHDCND Triều Tiên | 2–1                     | · Thụy Sĩ          |               |               |

## Thành tích
| Đội               | Vô địch              | Á quân                     | Hạng 3         | Hạng 4               |
| ----------------- | -------------------- | -------------------------- | -------------- | -------------------- |
| Canada            | 3 (2008, 2010, 2011) | 4 (2009, 2012, 2013, 2015) |                |                      |
| Anh               | 3 (2009, 2013, 2015) | 1 (2014)                   |                | 1 (2012)             |
| Pháp              | 2 (2012, 2014)       |                            | 2 (2009, 2011) |                      |
| Thụy Sĩ           | 1 (2017)             |                            |                | 3 (2010, 2013, 2018) |
| Áo                | 1 (2016)             |                            |                |                      |
| Tây Ban Nha       | 1 (2018)             |                            |                |                      |
| Ý                 |                      | 1 (2018)                   | 2 (2012, 2016) | 1 (2015)             |
| Hà Lan            |                      | 1 (2011)                   | 1 (2010)       | 1 (2008)             |
| New Zealand       |                      | 1 (2010)                   | 1 (2013)       | 1 (2009)             |
| Hàn Quốc          |                      | 1 (2017)                   | 1 (2014)       |                      |
| Ba Lan            |                      | 1 (2016)                   |                |                      |
| Hoa Kỳ            |                      | 1 (2008)                   |                |                      |
| CHDCND Triều Tiên |                      |                            | 2 (2017, 2018) |                      |
| Nhật Bản          |                      |                            | 1 (2008)       |                      |
| México            |                      |                            | 1 (2015)       |                      |
| Scotland          |                      |                            |                | 2 (2011, 2014)       |
| Cộng hòa Séc      |                      |                            |                | 1 (2016)             |
| Cộng hòa Ireland  |                      |                            |                | 1 (2017)             |

## Các đội tuyển từng tham dự
| Đội               | 08 | 09 | 10 | 11  | 12  | 13  | 14  | 15  | 16 | 17  | 18  |
| ----------------- | -- | -- | -- | --- | --- | --- | --- | --- | -- | --- | --- |
| Úc                | –  | –  | –  | –   | –   | –   | H7  | H5  | –  | –   | –   |
| Áo                | –  | –  | –  | –   | –   | –   | –   | –   | H1 | H8  | H7  |
| Bỉ                | –  | –  | –  | –   | –   | –   | –   | H12 | –  | H7  | H5  |
| Canada            | H1 | H2 | H1 | H1  | H2  | H2  | H5  | H2  | –  | –   | –   |
| Cộng hòa Séc      | –  | –  | –  | –   | –   | –   | –   | H6  | H4 | H12 | H9  |
| Anh               | –  | H1 | H5 | H5  | H4  | H1  | H2  | H1  | –  | –   | –   |
| Phần Lan          | –  | –  | –  | –   | H6  | H7  | H12 | H9  | H8 | –   | H11 |
| Pháp              | –  | H3 | –  | H3  | H1  | –   | H1  | –   | –  | –   | –   |
| Hungary           | –  | –  | –  | –   | –   | –   | –   | –   | H5 | H10 | H12 |
| Cộng hòa Ireland  | –  | –  | –  | –   | –   | H8  | H6  | –   | H7 | H4  | –   |
| Ý                 | –  | –  | H6 | H9  | H3  | H9  | H8  | H4  | H3 | H11 | H2  |
| Nhật Bản          | H3 | –  | –  | –   | –   | –   | –   | –   | –  | –   | –   |
| México            | –  | –  | –  | H7  | –   | –   | –   | H3  | –  | –   | –   |
| Hà Lan            | H4 | H5 | H3 | H2  | H7  | H6  | H9  | H8  | –  | –   | –   |
| New Zealand       | –  | H4 | H2 | H8  | H8  | H3  | H11 | –   | –  | H9  | –   |
| Bắc Ireland       | –  | –  | –  | H12 | H12 | H12 | –   | –   | –  | –   | –   |
| CHDCND Triều Tiên | –  | –  | –  | –   | –   | –   | –   | –   | –  | H3  | H3  |
| Ba Lan            | –  | –  | –  | –   | –   | –   | –   | –   | H2 | –   | –   |
| Nga               | H5 | H8 | –  | H10 | –   | –   | –   | –   | –  | –   | –   |
| Scotland          | H6 | H7 | H7 | H4  | H9  | H5  | H4  | H7  | –  | H5  | –   |
| Slovakia          | –  | –  | –  | –   | –   | –   | –   | –   | –  | –   | H10 |
| Nam Phi           | –  | H6 | H8 | –   | H10 | H11 | –   | H10 | –  | –   | H6  |
| Hàn Quốc          | –  | –  | –  | H6  | H5  | H10 | H3  | H11 | –  | H2  | –   |
| Tây Ban Nha       | –  | –  | –  | –   | –   | –   | –   | –   | –  | –   | H1  |
| Thụy Sĩ           | –  | –  | H4 | H11 | H11 | H4  | H10 | –   | –  | H1  | H4  |
| Hoa Kỳ            | H2 | –  | –  | –   | –   | –   | –   | –   | –  | –   | –   |
| Wales             | –  | –  | –  | –   | –   | –   | –   | –   | H6 | H6  | H8  |

## Vua phá lưới
| Năm  | Cầu thủ                                       | Số bàn |
| ---- | --------------------------------------------- | ------ |
| 2008 | Christine Sinclair                            | 5      |
| 2009 | Manon Melis Christine Sinclair                | 4      |
| 2010 | Manon Melis                                   | 4      |
| 2011 | Marie-Laure Delie                             | 6      |
| 2012 | Linda Sällström                               | 5      |
| 2013 | Ellen White Sanna Talonen                     | 3      |
| 2014 | Lisa Evans                                    | 4      |
| 2015 | Kim Little                                    | 5      |
| 2016 | Nina Burger                                   | 3      |
| 2017 | Rosie White                                   | 3      |
| 2018 | Emmi Alanen Cristiana Girelli Tereza Kožárová | 3      |